# Lamdré
Le Lamdré ou lam ‘bras (tib.), traduction du sanscrit Mārgaphala « voie et fruit », est la plus haute pratique de yoga et de méditation de l’école Sakya du bouddhisme tibétain. Bien qu’il existe des textes d’appui, il s’agit en grande partie d’un enseignement ésotérique transmis directement de maître à disciple. 

## Historique
Le Lamdré aurait été révélé par la dakini Nairatmya au sage indien Virupa, qui en aurait transcrit la théorie et quelques indications pratiques dans Les Vers adamantins (sk.Margaphala vajragatha ; tib. Rdo rje tshig rkang). Cet ouvrage, écrit dans un style souvent cryptique, doit être commenté et complété par un enseignement oral ésotérique (upadeśa). Le Lamdré fut introduit au Tibet au XIe siècle par Drokmi Sakya Yéshé. Après s’y être initié en Inde auprès de Viravajra, il obtint le reste de l’enseignement au Tibet du yogi voyageur Gayadhara, disciple de Virupa via Krishnacarya et Damarupada. Drokmi initia à son tour Khön Köntchok Gyalpo, fondateur de Sakya, qui envoya son fils Sachen Kunga Nyingpo l’étudier auprès de Shangton Chobar, disciple de Drokmi. Sachen rédigea onze commentaires des Vers adamantins, dont le dernier est resté l’un des textes de base pour l’enseignement. Les successeurs de Sachen maintinrent et étendirent l’enseignement du Lamdré au sein de l’école Sakya, où il connut un grand développement.

## Pratique et textes
La pratique du Lamdré est basée sur l’idée que le samsara et le nirvana sont indissociables, donc la voie et le fruit le sont aussi. On peut transformer au fur et à mesure les fautes en vertu et les obstacles en victoires spirituelles, comprendre l’ensemble des enseignements à partir de la compréhension d’un seul.
Elle comprend cinq étapes énoncées par Jetsün Dragpa Gyaltsen : initiation, génération, complétion, exercice et sceaux tantriques.
Le texte racine du Lamdré est Les Vers adamantins attribué à Virupa. Des commentaires font également partie des textes de base, ainsi que la Trilogie de Hevajra (Kye rdor rgyud gsum) composée du Tantra de Hevajra et de ses deux tantras explicatifs, le Dakinivajrapanjaratantra et le Samputatantra. En effet, la pratique pour le stade de génération s’appuie en grande partie sur ce tantra, mais Sachen a aussi utilisé le Tantra de Chakrasamvara.
Les cinq premiers maîtres Sakya laissèrent tous des écrits sur le Lamdré, mais ce n’est qu’ultérieurement que des recueils spécifiquement consacrés à cet enseignement apparurent. Ainsi, le premier traité complet, Pod Nag (Lam 'bras pod nag) ou Annales noires fut rédigé par Dampa Sonam Gyaltsen (1312-1375). Il reprenait les Annales jaunes (Lam 'bras pod ser ma) de Dragpa Gyaltsèn contenant le onzième commentaire des Vers adamantins de Sachen (Gags ma) et les Annales rouges (Lam 'bras pod dmar) de Martön Chögyal, disciple de Sakya Pandita.
Le Lamdré comprit toujours un enseignement ésotérique, mais c’est à partir du XVe siècle qu’on distingue formellement deux lignées, Lobshe ou « enseignement particulier » destiné à certains disciples, lignée la plus importante dont les supports écrits restèrent longtemps sous forme de manuscrits non publiés, et Tsogshe ou « enseignement commun » prodigué aux grandes assemblées. 
L’Ornement des trois visions (Sna gsum mdzes rgyan) de Ngorchen Konchog Lundrup (1497-1547) est aussi un textes très utilisé dans l’enseignement du Lamdré. 
Avec l’impression au début du XXe siècle à l’initiative de Jamgon Loter Wangpo (1847-1914) des manuscrits Lobshe, la collection des textes Lamdré actuellement accessibles à tous atteint 31 volumes et comporte six catégories :
- Textes traitant du Tantra de Hevajra (gu bad).
- Textes de base du Lamdré (lam 'bras glegs bam).
- Hagiographies des maîtres du Lamdré (bla ma brgyud pa'i rnam thar).
- Textes d’enseignement commun (lam 'bras tshogs bad).
- Textes d’enseignement particulier (lam 'bras slob bad).
- Textes liturgiques (dba da dkyil chog sgrub thabs skor)[7].